# Línea 21 (Montevideo)
La línea 21 es una línea urbana de ómnibus de Montevideo, que une la Plaza Independencia con el Portones Shopping o el Parque Roosevelt.

## Historia

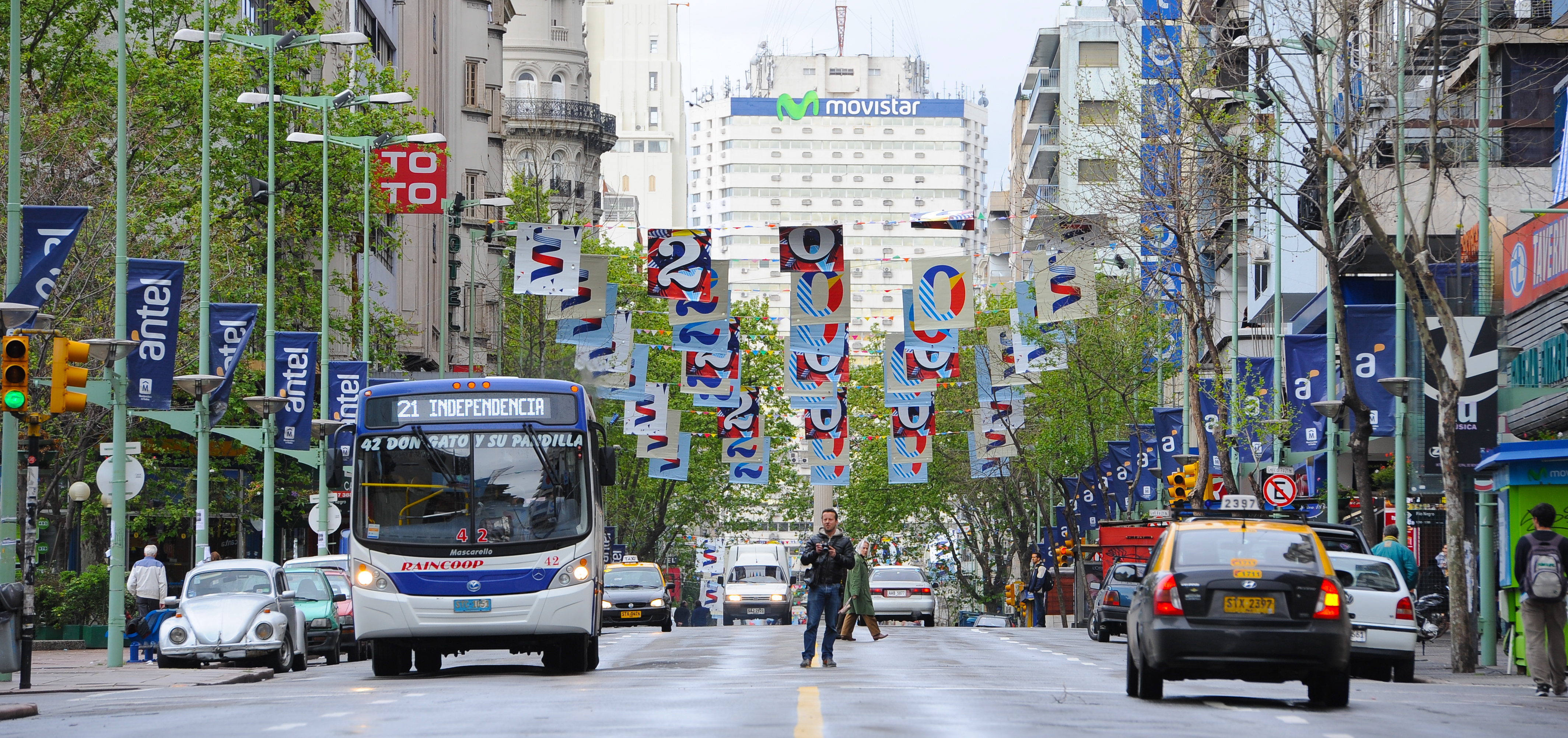
Línea 21 en la Avenida 18 de Julio, operada por la Rápido Internacional Cooperativo.

Creada en 1908 como una línea de tranvías de la Compañía La Transatlántica la cual inicialmente unía la Aduana con Capurro, posteriormente la línea pasaría a ser operada por la Sociedad Comercial de Montevideo, y por último por la Administración Municipal de Transporte, quien con la disolución del sistema de tranvías decide que esta línea quede inoperativa. En los años sesenta surge una nueva línea, la cual carecía de una numeración asignada, sino que su denominación era "Rápido Carrasco", la cual se caracterizó por ser una de las primeras líneas diferenciales y semi-directa, que tenía como cometido unir el centro de Montevideo con el barrio de Carrasco. El servicio fue operado por el ente municipal mediante autobuses, los cuales, a diferencia de las otras líneas del ente, estas estaban pintadas de blanco con letras azules. Años después se le adjudicó la numeración de línea 21. En 1975 -tras el cierre del ente municipal - pasó a ser operada por la cooperativa Raincoop. En los años 90 al servicio 21 "rápido" se le extendió su recorrido hacia la Ciudad de la Costa y se convirtió en una línea suburbana, denominada 221. En el caso del servicio urbano se crearon dos ramales: el ramal 21 rojo hacia el Puente Carrasco y más tarde, en 2008 extendido hasta el Hipermercado Geant en Barra de Carrasco, y el renal 21 negro, el cual tras una leve modificación en su recorrido, culminaría en Portones Shopping. En julio de 2016, tras el cierre de la cooperativa Raincoop, la línea pasó a ser operada por la compañía CUTCSA.
A principios de 2025, la línea deja de ingresar al hipermercado Géant, sustituyendo el destino por el de Parque Roosevelt.

## Características
Cuenta con dos ramales y destinos, uno hacia Portones Shopping y otro el Parque Roosevelt, en Barra de Carrasco.
En los días domingos, opera únicamente el ramal hacia el Parque Roosevelt, combinando ambos recorridos y quedando Portones Shopping como una parada intermedia, y no un destino.  

## Recorridos
La línea 21 circula los barrios montevideanos de Ciudad Vieja, Centro, Cordón, Tres Cruces, Parque Batlle, La Blanqueada, Buceo, Malvín, Malvín Norte, Parque Rivera, Punta Gorda, Carrasco, y en el caso de que su destino sea hacia el Hipermercado Géant, circula también por los barrios de Carrasco Norte y Barra de Carrasco.
| Ida - Plaza Independencia - Avenida 18 de Julio - Bulevar Artigas - Avenida Italia - Avenida Estanislao López - Hipólito Yrigoyen - Rambla Euskal Erría - Mataojo - Iguá - Dr. Alejandro Gallinal - Flammarión - Alberto Zum Felde - Avenida Italia - Avenida Bolivia - (Terminal Portones) | Retorno (Desde Portones) - (Terminal Portones) - Avenida Bolivia - Messina - Catania - Avenida Italia - Alberto Zum Felde - Flammarión - Dr. Alejandro Gallinal - Iguá - Mataojo - Rambla Euskal Erría - Hipólito Yrigoyen - Avenida Italia - Dr. Salvador Ferrer Serra - Juan Paullier - Avenida 18 de Julio - Plaza Independencia (En caso de ingresar a Ciudad Vieja) - Ciudadela - 25 de Mayo - Juncal |

| Sentido Ida - Ciudadela - 25 de Mayo - Juncal - Cerrito - Juan Lindolfo Cuestas - Buenos Aires - Plaza Independencia - Avenida 18 de Julio - Bulevar Artigas - Avenida Italia - Avenida Luis Giannattasio - Avenida a La Playa - (Terminal Parque Roosevelt) | Retorno - (Terminal Parque Roosevelt) - Avenida A la Playa - Avenida Luis Giannatassio - Avenida Italia - Dr. Salvador Ferrer Serra - Juan Paullier - Avenida 18 de Julio - Plaza Independencia |

Tiene además como destinos intermedios, el Tres Cruces, la Plaza Cagancha, Ciudad Vieja o Hipólito Yrigoyen